# Laiza
Laiza (birman : လိုင်ဇာ ; romanisé : Laingza ; chinois : 拉咱 ; pinyin : Lāzá) est une ville montagneuse isolée de l'État kachin, en Birmanie. Elle se trouve à la frontière entre la Birmanie et la Chine, avec Nabang (en), dans le xian de Yingjiang situé de l'autre côté de la frontière. Laiza est le siège de l'Organisation pour l'indépendance kachin (en) depuis 2005.

## Histoire
Laiza n'est qu'un village avant 1994. Elle devient une ville importante de l'État kachin après que l'Organisation pour l'indépendance Kachin signe un accord de cessez-le-feu avec le Conseil d'État pour la paix et le développement et y transfère son siège de Pajau (en). Des dirigeants représentant différents groupes ethniques de Birmanie assistent à la conférence de Laiza en octobre 2013, à la recherche d'un terrain d'entente entre les groupes ethniques et le gouvernement birman en vue de nouveaux pourparlers de paix et de la création éventuelle de l'Accord national de cessez-le-feu en 2015,.
Le 9 octobre 2023, l'armée birmane lance une attaque d'artillerie sur un camp de personnes déplacées près de Laiza, faisant plus de 29 morts et 57 blessés.
L'Armée pour l'indépendance kachin contrôle actuellement Laiza.